# Dol (Krašić)
Dol je naseljeno mjesto u Republici Hrvatskoj u Zagrebačkoj županiji. 

## Zemljopis
Administrativno je u sastavu općine Krašić. Naselje se proteže na površini od 2,41 km².

## Stanovništvo
Prema popisu stanovništva iz 2001. godine u Dolu živi 216 stanovnika i to u 68 kućanstava. Gustoća naseljenosti iznosi 89,63 st./km².
| broj stanovnika | 254   | 333   | 381   | 413   | 381   | 404   | 372   | 374   | 402   | 400   | 334   | 319   | 233   | 257   | 216   | 174   | 172   |
|                 | 1857. | 1869. | 1880. | 1890. | 1900. | 1910. | 1921. | 1931. | 1948. | 1953. | 1961. | 1971. | 1981. | 1991. | 2001. | 2011. | 2021. |

## Spomenici i znamenitosti
- Kapela Majke Božje